# OECD 뇌물방지협약
OECD 뇌물방지협약(OECD Anti-Bribery Convention)은 반부패관련 국제조약이다. 전문 및 17개 조항으로 구성되어 있고 협약의 해석을 안내 · 보충하기 위한 조항별 주석이 별도의 문서로 작성되어 있다.
협약의 핵심은 가입국에 대하여 외국공무원에 대한 뇌물제공행위를 자국법상 범죄로 규정하도록 의무화하는 것이고, 아울러 의무사항의 효과적인 이행을 위한 각종 절차규정을 마련되어 있다. 보다 구체적으로는
1. 처벌대상인 범죄의 구체적 구성요건과 처벌내용에 관한 실체법적 사항에 관한 부분

1. 효과적 법집행을 위한 관할권 확립/ 형사사법공조 및 범죄인인도 등 절차법적 사항에 관한 부분

1. 협약의 가입 · 발효 · 개정 · 탈퇴에 관한 부분 등으로 나뉜다.

## 같이 보기
- 국제 투명성 기구
- 국제 부패 반대의 날
- 유엔 부패 방지 협약

## 참고 문헌
- “OECD뇌물방지협약 체결 11년…협약이행 노력은 제자리걸음”
- OECD 뇌물방지협악과 기업컴플라이언스, 법무부.